# Cyphonisia nigella
Espèce
Synonymes
- Pisenor nigellus Simon, 1889

Cyphonisia nigella est une espèce d'araignées mygalomorphes de la famille des Barychelidae.

## Distribution
Cette espèce est endémique du Congo-Kinshasa.

## Publication originale
- Simon, 1889 : Descriptions d'espèces africaines nouvelles de la famille des Aviculariidae. Actes de la Société Linnéenne de Bordeaux, vol. 42, p. 405-415 (texte intégral).